# 中部方面会計隊
中部方面会計隊（ちゅうぶほうめんかいけいたい、JGSDF Middle Army Finance Service）は、陸上自衛隊伊丹駐屯地（兵庫県伊丹市）に隊本部が駐屯する中部方面隊直轄の会計科部隊である。

## 概要
隊長は1等陸佐（二）が充てられ、方面隊全般の会計業務および、方面隊管内に分散配置されて、それぞれの駐屯部隊に対する会計業務を任務とする。

## 沿革
- 1960年（昭和35年）1月14日：中部方面会計隊が伊丹駐屯地に新編。
- 1976年（昭和51年）
  - 2月6日：第434会計隊が姫路駐屯地に新編[1]。
  - 8月20日：第434会計隊が姫路駐屯地から青野原駐屯地に移駐[1]。
- 2012年（平成24年）3月26日：徳島駐屯地開庁に伴い、同駐屯地に第440会計隊を新編。
- 2015年（平成27年）3月26日：会計隊の改編に伴い、第322（山口駐屯地）・第337（久居駐屯地）・第347（姫路駐屯地）・第349（福知山駐屯地）・第351（今津駐屯地）・第357（出雲駐屯地）・第358（松山駐屯地）・第409（大津駐屯地）・第417（鯖江駐屯地）・第418（和歌山駐屯地）・第419（高知駐屯地）・第421（日本原駐屯地）・第425（富山駐屯地）・第426（春日井駐屯地）・第429（八尾駐屯地）・第434（青野原駐屯地）・第440（徳島駐屯地）会計隊が廃止、派遣隊が設置される[2]。
- 2021年（令和3年）3月18日：第348会計隊松山派遣隊が第358会計隊に、第348会計隊高知派遣隊が第419会計隊に、第408会計隊久居派遣隊が第337会計隊に、第350会計隊山口派遣隊が第322会計隊に、第352会計隊福知山派遣隊が第349会計隊にそれぞれ改編[3][4][5]。6年ぶりの再編成となる。

## 部隊編成
- 中部方面会計隊本部「中方会‐本」（伊丹駐屯地）
- 第308会計隊「308会」（豊川駐屯地）
- 第322会計隊「322会」（山口駐屯地）
- 第336会計隊「336会」（金沢駐屯地）
  - 鯖江派遣隊（鯖江駐屯地）
  - 富山派遣隊（富山駐屯地）
- 第337会計隊「337会」（久居駐屯地）
- 第348会計隊「348会」（善通寺駐屯地）
  - 徳島派遣隊（徳島駐屯地）
- 第349会計隊「349会」（福知山駐屯地）
- 第350会計隊「350会」（海田市駐屯地）
- 第352会計隊「352会」（千僧駐屯地）
  - 姫路派遣隊（姫路駐屯地）
  - 青野原派遣隊（青野原駐屯地）
- 第356会計隊「356会」（米子駐屯地）
  - 日本原派遣隊（日本原駐屯地）
  - 出雲派遣隊（出雲駐屯地）
- 第358会計隊「358会」（松山駐屯地）
- 第397会計隊「397会」（大久保駐屯地）
  - 大津派遣隊（大津駐屯地）
  - 今津派遣隊（今津駐屯地）
- 第398会計隊「398会」（信太山駐屯地）
  - 和歌山派遣隊（和歌山駐屯地）
  - 八尾派遣隊（八尾駐屯地）
- 第408会計隊「408会」（守山駐屯地）
  - 春日井派遣隊（春日井駐屯地）
- 第419会計隊「419会」（高知駐屯地）

## 主要幹部
| 官職名           | 階級          | 氏名   | 補職発令日     | 前職                         |
| ---------------- | ------------- | ------ | -------------- | ---------------------------- |
| 中部方面会計隊長 | 1等陸佐（二） | 村上涼 | 2024年03月18日 | 北部方面総監部人事部人事課長 |

| 代 | 氏名                   | 在職期間                                                    | 前職                                       | 後職                                               |
| -- | ---------------------- | ----------------------------------------------------------- | ------------------------------------------ | -------------------------------------------------- |
| 01 | 荻野鎌治郎 （2等陸佐） | 1960年01月14日 - 1962年03月15日                             |                                            | 陸上自衛隊中央会計隊副隊長                         |
| 02 | 築沢克己 （2等陸佐）   | 1962年03月16日 - 1963年09月30日                             | 北部方面会計隊長                           |                                                    |
| 0- | 八木友次 （2等陸佐）   | 1963年10月01日 - 1964年03月15日 ※中部方面会計隊長代理       | 本務：中部方面会計隊副隊長                 | 本務：中部方面会計隊副隊長                         |
| 03 | 松下秋義 （2等陸佐）   | 1964年03月16日 - 1965年07月15日                             | 陸上自衛隊北海道地区補給処 調達会計部長    | 中部方面総監部付 →1966年2月1日 退職（1等陸佐昇任） |
| 04 | 杉田実 （2等陸佐）     | 1965年07月16日 - 1967年07月16日                             | 陸上自衛隊業務学校                         | 陸上自衛隊中央会計隊副隊長                         |
| 05 | 小吉博文 （2等陸佐）   | 1967年07月17日 - 1969年03月16日                             | 中部方面総監部会計課勤務                   | 第10師団司令部付                                   |
| 06 | 今井靖郎               | 1969年03月17日 - 1972年03月15日 ※1971年01月01日 1等陸佐昇任 | 中部方面会計隊副隊長 （2等陸佐）           | 中部方面総監部付 →1972年7月1日 退職                |
| 07 | 高橋徹朗               | 1972年03月16日 - 1973年07月15日                             | 陸上幕僚監部第1部勤務                      | 北部方面総監部会計課長                             |
| 08 | 川上昌之               | 1973年07月16日 - 1975年07月15日 ※1975年03月17日 1等陸佐昇任 | 陸上幕僚監部会計課主計班長 （2等陸佐）     | 東部方面会計隊長                                   |
| 09 | 大津武昭               | 1975年03月18日 - 1977年07月31日 ※1977年07月01日 1等陸佐昇任 | 東部方面総監部総務部会計課勤務 （2等陸佐） | 陸上幕僚監部監理部勤務                             |
| 10 | 吉野幸一郎             | 1977年08月01日 - 1980年03月16日                             | 陸上自衛隊施設補給処調達会計部長           | 東部方面総監部総務部会計課長                       |
| 11 | 坂本融二               | 1980年03月17日 - 1982年08月01日                             | 北部方面会計隊副隊長                       | 陸上幕僚監部監理部会計課 会計監査班長              |
| 12 | 北山陽三               | 1982年08月02日 - 1985年03月15日                             | 陸上自衛隊幹部学校勤務                     | 陸上自衛隊業務学校学校教官                         |
| 13 | 依田清                 | 1985年03月16日 - 1987年07月31日                             | 陸上幕僚監部監理部会計課契約班長           | 陸上自衛隊武器補給処調達会計部長                   |
| 14 | 富岡静生               | 1987年08月01日 - 1989年07月31日                             | 陸上自衛隊会計監査隊 東部方面分遣隊長      | 東部方面総監部勤務                                 |
| 15 | 森住純一               | 1989年08月01日 - 1991年07月31日                             | 北部方面総監部総務部会計課長               | 陸上自衛隊中央会計隊副隊長                         |
| 16 | 木室喜壽               | 1991年08月01日 - 1994年07月31日                             | 陸上幕僚監部監理部会計課予算班長           | 陸上自衛隊中央会計隊副隊長                         |
| 17 | 瓦谷育夫               | 1994年08月01日 - 1997年03月31日                             | 陸上幕僚監部監理部会計課経理班長           | 陸上幕僚監部監理部会計課長                         |
| 18 | 丹下惇一               | 1997年04月01日 - 1999年07月31日                             | 陸上幕僚監部監理部会計課経理班長           | 陸上自衛隊補給統制本部 調達会計部長                |
| 19 | 岡山勇蔵               | 1999年08月01日 - 2002年07月31日                             | 陸上自衛隊補給統制本部 調達会計部長        | 中部方面総監部勤務                                 |
| 20 | 藤枝茂樹               | 2002年08月01日 - 2004年07月31日                             | 自衛隊栃木地方連絡部長                     | 陸上幕僚監部監理部会計課長                         |
| 21 | 松尾剛史               | 2004年08月01日 - 2006年03月31日                             | 陸上幕僚監部監理部会計課 会計監査班長      | 陸上自衛隊九州補給処総務部長                       |
| 22 | 田中三津彦             | 2006年04月01日 - 2007年12月02日                             | 北部方面総監部人事部人事課長               | 陸上自衛隊小平学校会計教育部長                     |
| 23 | 坂下栄治               | 2007年12月03日 - 2010年03月28日                             | 陸上幕僚監部人事部厚生課厚生班長           | 陸上幕僚監部監理部会計課長                         |
| 24 | 太田久光               | 2010年03月29日 - 2012年07月31日                             | 陸上幕僚監部監理部会計課経理班長           | 陸上自衛隊幹部学校主任教官                         |
| 25 | 後藤範雄               | 2012年08月01日 - 2014年03月22日                             | 陸上幕僚監部監理部会計課経理班長           | 陸上自衛隊補給統制本部 調達会計部長                |
| 26 | 永野格                 | 2014年03月23日 - 2016年03月22日                             | 陸上幕僚監部監理部会計課経理班長           | 神町駐屯地業務隊長                                 |
| 27 | 永冨直由               | 2016年03月23日 - 2017年07月31日                             | 陸上幕僚監部監理部会計課経理班長           | 旭川駐屯地業務隊長                                 |
| 28 | 矢納裕二               | 2017年08月01日 - 2019年11月30日                             | 陸上自衛隊幹部学校学校教官                 | 中部方面総監部付                                   |
| 29 | 中畑晶広               | 2019年12月01日 - 2022年03月13日                             | 西部方面総監部総務部広報室長               | 自衛隊島根地方協力本部長                           |
| 30 | 田方一寿               | 2022年03月14日 - 2024年03月17日                             | 陸上自衛隊教育訓練研究本部                 | 自衛隊京都地方協力本部長                           |
| 31 | 村上涼                 | 2024年03月18日 -                                            | 北部方面総監部人事部人事課長               |                                                    |

## 主要装備
- 1/2tトラック / 73式小型トラック
- 3 1/2tトラック / 73式大型トラック
- 業務車1号
- 業務車4号
- 89式5.56mm小銃
- 9mm拳銃